# Kaplica Przemienienia Pańskiego w Kole
Kaplica Przemienienia Pańskiego w Kole – neogotycka świątynia położona na cmentarzu rzymskokatolickim w Kole. Wybudowana została na początku XX wieku. Znajduje się na terenie osiedla Przedmieście Kaliskie.
7 maja 1991 roku została wpisana do rejestru zabytków.

## Historia
Budowa kaplicy rozpoczęła się pod koniec XIX wieku z inicjatywy proboszcza parafii Podwyższenia Krzyża Świętego w Kole ks. kanonika Ignacego Górskiego. Po jego śmierci w 1887 roku prace kontynuował kolejny proboszcz, ks. kanonik Edward Narkiewicz. Projektantem i wykonawcą budowli był mistrz murarski Stanisław Pronaszko z Warszawy. Aktu poświęcenia świątyni dokonał 9 sierpnia 1908 roku ksiądz Narkiewicz w obecności księży przybyłych z parafii dekanatu kolskiego. W czasie nabożeństwa cmentarz przepełniony był tłumem wiernych. Do 1913 proboszcz kolski ks. kanonik Wojciech Gniazdowski kontynuował wystrój wnętrza kaplicy.
Po 1971 roku proboszcz kolski ks. prałat Serafin Opałko przeprowadził generalny remont, łącznie z naprawą dachu i wieży. Zakupiono wówczas sześć nowych klęczników mogących służyć jako konfesjonały.
W 2013 roku miała miejsce gruntowna renowacja kaplicy – wymieniono na nowe dach i wieżę kaplicy. Poświęcenia odnowionego obiektu 6 sierpnia 2014 roku dokonał biskup włocławski Wiesław Mering.

## Architektura
Kaplica pod wezwaniem Przemienienia Pańskiego prezentuje styl neogotycki. Niezbyt wielka, 12 metrów długa, 8 metrów szeroka, a wieżyczka wysoka na 24 metry. Zbudowana z cegły palonej, ozdobiona cementowymi ornamentami. Wnętrze kaplicy posiada tylko jeden ołtarz, w którym znajduje się obraz Przemienienia Pańskiego artysty malarza Józefa Puacza. Posadzka jest terakotowa, biało-czarna. Ściany ozdobione polichromią z 1913 roku. 
Po wschodniej stronie znajduje się murowany w wewnętrzną ścianę kamień węgielny przywieziony z góry Tabor w 1979 roku. Na zewnątrz, obok wejścia, umieszczona jest tablica upamiętniająca ofiary ludobójstwa na Wołyniu.
Pod kaplicą znajdują się katakumby księży, którzy zmarli pełniąc posługę w parafii Podwyższenia Krzyża Świętego w Kole.

## Duszpasterstwo
Kaplica położona jest na terenie parafii Podwyższenia Krzyża Świętego. Msze święte są tu sprawowane z okazji świąt Przemienienia Pańskiego (6 sierpnia), Wszystkich Świętych i Zaduszek (1 i 2 listopada). W kaplicy odbywają się także msze pogrzebowe.